# Sol Campbell
Sulzeer Jeremiah (Sol) Campbell, född 18 september 1974 i Newham i London, är en brittisk (engelsk) före detta fotbollsspelare. Efter karriären har han även varit tränare, senast för Southend United.
Sol Campell har jamaicanskt ursprung. I mitten av 1990-talet när Sol Campbell spelade för klubblaget Tottenham Hotspur användes han i olika positioner på plan. Han spelade såväl anfallare som ytterback, yttermittfältare och några gånger även som mittback. Så småningom utvecklades han till att bli en av världens bästa mittbackar.
År 2001 bytte han klubb till Arsenal och hans övergång blev uppmärksammad eftersom många supportrar ansåg att han svek Tottenham. Historien förtäljer att Tottenham erbjöd honom ett mycket lukrativt kontrakt, men att Campbell tackade nej och istället skrev på för Tottenhams rival, Arsenal, gratis. Efter detta är det många Tottenham-fans som uttrycker sitt hat gentemot honom och Campbell har i intervjuer sagt att han fortfarande tar åt sig av de glåpord som kastas efter honom.
I VM 2002 gjorde Campbell sitt enda landslagsmål. Det var i 1-1-matchen mot Sverige.
Inför EM-slutspelet 2004 var Campell en nyckelspelare efter avstängningen på Rio Ferdinand och skador på Woodgate och Southgate.
Sommaren 2006 lämnade Campbell Arsenal och skrev på för Portsmouth.
Campbell blev sommaren 2009 signad av Sven-Göran Erikssons Notts County. Campbell skrev ett femårskontrakt, men efter endast en match valde Campbell att bryta kontraktet. Eriksson sa sedan i medier att han var mycket besviken på Campbell.
I januari 2010 skrev Campbell på ett kontrakt för resten av säsongen 2009-2010 med sin gamla klubb Arsenal.
Den 2 maj 2012, efter över 500 framträdanden i Premier League, meddelade Campbell att han slutade med fotbollen.

## Meriter
- Engelska ligacupen: 1999
- Premier League: 2002, 2004
- FA-cupen: 2002, 2003, 2008